# Madone en gloire et saints
La Madone en gloire et saints (dite, en italien, Pala di Gambassi) est une peinture à l'huile sur bois d'Andrea del Sarto, réalisée vers 1528, qui mesure 209 × 176 cm. Elle est conservée à la galerie Palatine du Palazzo Pitti à Florence.

## Histoire
L'œuvre fut réalisée pour monastère dei Santi Lorenzo e Onofrio de  Gambassi Terme.
Ferdinand  II  Lorraine l'acquiert en 1818 et elle entre ainsi dans la galerie Palatine.

## Sujet iconographique
Le tableau comporte deux registres  complémentaires : le céleste et le terrestre, bien qu'il ressemble à une Conversation sacrée avec la Vierge trônant en majesté près des saints.
- Le céleste avec la  Madone (Vierge à l'Enfant) en « gloire » soit une représentation de l'iconographie chrétienne montrant des rayons ou une luminosité émanant du  ciel ouvert, enveloppant des personnes divines, des anges ou des bienheureux.

- Le terrestre avec des figures saintes : ici des saints reconnaissables à leurs attributs (de leur qualité ecclésiastique ou de leur  martyre) souvent appartenant à l'ordre destinataire de l'œuvre peinte.

## Description
La Vierge auréolée de gloire figure au milieu de la composition, portant l'Enfant Jésus. Seulement deux putti sont visibles à ses pieds permettant de voir la nuée les supportant et attestant du principe de la représentation en gloire (dans les cieux sur un nuage ouvert l'auréolant d'or).
Le fond est donc limité à un ciel nuageux sur les bords et doré au centre.
Les saints sont placés autour, en trois-quarts de cercle (deux par deux debout aux extrémités, les deux du centre agenouillés).
On reconnaît à gauche : Onuphre l'Anachorète en homme sauvage et Laurent de Rome, titulaire de l'église, lieu de l'exposition du tableau, avec le gril  de son martyre visible entre les jambes du précédent ;  à droite Roch de Montpellier et Sébastien, saint patron de l'ordre, tous deux invoqués contre les épidémies comme le montre la flèche qu'il tient
Agenouillés au premier plan Jean le Baptiste portant sa peau de chameau et tenant son bâton croisé et Marie-Madeleine portant le pot de nard, croisant son regard avec celui de la Vierge.